# Contrasimnia
Contrasimnia is een geslacht van weekdieren uit de klasse van de Gastropoda (slakken).

## Soorten
- Contrasimnia formosana (Azuma, 1972)
- Contrasimnia pagoda (Cate, 1973)
- Contrasimnia xanthochila (Kuroda, 1928)